# Siegen (Bas-Rhin)
Siegen település Franciaországban, Bas-Rhin megyében. Lakosainak száma 516 fő (2022. január 1.). Siegen Crœttwiller, Oberlauterbach, Seebach, Salmbach, Schleithal, Trimbach és Aschbach községekkel határos.

## Népesség
A település népessége az elmúlt években az alábbi módon változott:
| Lakosok száma | 509  | 502  | 521  | 508  | 509  | 509  | 507  | 508  | 516  |
|               | 2013 | 2015 | 2016 | 2017 | 2018 | 2019 | 2020 | 2021 | 2022 |